# Sommeri
Sommeri é uma comuna da Suíça, no Cantão Turgóvia, com cerca de 486 habitantes. Estende-se por uma área de 4,2 km², de densidade populacional de 116 hab/km². Confina com as seguintes comunas: Amriswil, Erlen, Güttingen, Hefenhofen, Kesswil, Langrickenbach.
A língua oficial nesta comuna é o Alemão.